# Empoasca forlinda
Empoasca forlinda är en insektsart som beskrevs av Rowland Southern 1982. Empoasca forlinda ingår i släktet Empoasca och familjen dvärgstritar. Inga underarter finns listade i Catalogue of Life.